# Associazione Calcio Padova 1919-1920
Questa voce raccoglie le informazioni riguardanti l'Associazione Calcio Padova nelle competizioni ufficiali della stagione 1919-1920.

## Rosa
| N. |                   | Ruolo | Calciatore         |
| -- | ----------------- | ----- | ------------------ |
|    | Italia (bandiera) | A     | Federico Busini    |
|    | Italia (bandiera) | D     | Primo Danieli      |
|    | Italia (bandiera) | D     | Umberto Donà       |
|    | Italia (bandiera) | D     | Aldo Fagiuoli      |
|    | Italia (bandiera) | D     | Fayenz             |
|    | Italia (bandiera) | D     | Rino Corso Fougier |
|    | Italia (bandiera) | P     | Antonio Girardi    |
|    | Italia (bandiera) | D     | Antonio Marino     |
|    | Italia (bandiera) | D     | Luigi Marino       |
|    | Italia (bandiera) | D     | Giovanni Mion      |

| N. |                     | Ruolo | Calciatore             |
| -- | ------------------- | ----- | ---------------------- |
|    | Italia (bandiera)   | C     | Lorenzo Modulo         |
|    | Italia (bandiera)   | A     | Feliciano Monti        |
|    | Italia (bandiera)   | A     | Giovanni Monti         |
|    | Italia (bandiera)   | P     | Dario Munaron          |
|    | Italia (bandiera)   | C     | Bruno Paronetto        |
|    | Svizzera (bandiera) | A     | Ernesto Peyer          |
|    | Italia (bandiera)   | A     | Umberto Silvestrini    |
|    | Italia (bandiera)   | A     | Vianini                |
|    | Italia (bandiera)   | C     | Antonio Zambotto (I)   |
|    | Italia (bandiera)   | A     | Giovanni Zambotto (II) |

## Risultati

### Prima Categoria girone Veneto

#### Girone di andata
| Arbitro: | Cavazzana (Padova) |

|                                                                                         |           |  |
| G. Zambotto 5’ (rig.) Silvestrini 9’ Mion 10’, 44’ G. Monti 75’, 85’ Roberti 80’ (aut.) | Marcatori |  |

| Arbitro: | Storer (Venezia) |

|             |           |            |
| Blasich 80’ | Marcatori | 25’ Busini |

| Padova 26 ottobre 1919 | Padova | 2 – 0 | Petrarca | Stadium di Padova |

| Arbitro: | Barbon (Venezia) |

|                                        |           |  |
| Peyer 20’ G. Monti 30’, 56’ Busini 70’ | Marcatori |  |

| Arbitro: | Mauro (Milano) |

|             |           |                                            |
| Borgato 70’ | Marcatori | 18’ Silvestrini 64’ G. Monti 85’ Paronetto |

#### Girone di ritorno
| Arbitro: | Barbon (Venezia) |

|                  |           |                   |
| Zanin 68’ (rig.) | Marcatori | 24’, 35’ G. Monti |

| Arbitro: | Barbon (Venezia) |

|                                             |           |               |
| G. Zambotto 67’, 87’ (rig.) Silvestrini 90’ | Marcatori | 34’ Forghieri |

| Arbitro: | Mauro (Milano) |

|                     |           |                        |
| Fagiuoli 75’ (aut.) | Marcatori | 10’ Fagiuoli 44’ Peyer |

| Arbitro: | Brambilla (Milano) |

|  |           |              |
|  | Marcatori | F. Monti 89’ |

| Arbitro: | Barbon (Venezia) |

|                    |           |  |
| Bighini 78’ (aut.) | Marcatori |  |

### Semifinale B - Italia settentrionale

#### Girone di andata
| Arbitro: | Barnabò (Milano) |

|                 |           |              |
| Crocco 22’, 80’ | Marcatori | 30’ G. Monti |

| Arbitro: | Pedroni (Milano) |

|            |           |                         |
| Lunghi 51’ | Marcatori | 12’ Busini 68’ F. Monti |

| Arbitro: | Olivari (Genova) |

|                 |           |  |
| Migliavacca 25’ | Marcatori |  |

| Arbitro: | Cattaneo (Milano) |

|              |           |                                   |
| F. Monti 12’ | Marcatori | 27’ Ferraris 28’ Bona 89’ Giriodi |

| Arbitro: | Barbon (Venezia) |

|                                     |           |                                              |
| F. Monti 11’ G. Zambotto 57’ (rig.) | Marcatori | 15’ Gulinati 35’, 76’ Pedrazzi 85’ Forlivesi |

#### Girone di ritorno
| Arbitro: | Storer (Venezia) |

|            |           |                             |
| 28’ Fayenz | Marcatori | 17’, 85’ Crocco 43’ Dagradi |

| Arbitro: | Vagge (Genova) |

|                                                  |           |            |
| 13’, 28’ (rig.) Bona Ferraris 80’, 83’, 84’, 90’ | Marcatori | 42’ Busini |

| Arbitro: | Bellandi (Milano) |

|                                                         |           |              |
| Marino 25’ (aut.) Marsciani 28’ Obici 42’ Forlivesi 44’ | Marcatori | 36’ F. Monti |

| Arbitro: | Cavazzana (Milano) |

|                        |           |  |
| G. Zambotto 60’ (rig.) | Marcatori |  |

| Padova 25 aprile 1920 | Padova             | 0 – 0 | Casale | Stadium di Padova\| Arbitro: \| Resegotti (Milano) \| |
| Arbitro:              | Resegotti (Milano) |       |        |                                                       |

## Statistiche

### Statistiche di squadra
| Competizione                    | Punti | In casa | In casa | In casa | In casa | In casa | In casa | In trasferta | In trasferta | In trasferta | In trasferta | In trasferta | In trasferta | Totale | Totale | Totale | Totale | Totale | Totale | DR  |
| Competizione                    | Punti | G       | V       | N       | P       | Gf      | Gs      | G            | V            | N            | P            | Gf           | Gs           | G      | V      | N      | P      | Gf     | Gs     | DR  |
| ------------------------------- | ----- | ------- | ------- | ------- | ------- | ------- | ------- | ------------ | ------------ | ------------ | ------------ | ------------ | ------------ | ------ | ------ | ------ | ------ | ------ | ------ | --- |
| Prima Categoria - girone veneto | 17    | 5       | 4       | 0       | 1       | 16      | 2       | 5            | 4            | 1            | 0            | 9            | 4            | 10     | 8      | 1      | 1      | 25     | 6      | +19 |
| Prima Categoria - semifinale B  | 5     | 5       | 1       | 1       | 3       | 5       | 10      | 5            | 1            | 0            | 4            | 5            | 14           | 10     | 2      | 1      | 7      | 10     | 24     | -14 |
| Totale                          |       | 10      | 5       | 1       | 4       | 21      | 12      | 10           | 5            | 1            | 4            | 14           | 18           | 20     | 10     | 2      | 8      | 35     | 30     | +5  |

### Statistiche dei giocatori
| Giocatore      | Prima Categoria | Prima Categoria |
| Giocatore      | Presenze        | Reti            |
| -------------- | --------------- | --------------- |
| F. Busini      | 15              | 4               |
| P. Danieli     | 2               | 0               |
| U. Donà        | 11              | 0               |
| A. Fagiuoli    | 17              | 1               |
| A. Fayenz      | 10              | 1               |
| R.C. Fougier   | 1               | 0               |
| A. Girardi     | 10              | -?              |
| A. Marino      | 2               | 0               |
| L. Marino      | 15              | 0               |
| G. Mion        | 1               | 2               |
| L. Modulo      | 18              | 0               |
| F. Monti       | 19              | 5               |
| G. Monti       | 17              | 8               |
| D. Munaron     | 8               | -?              |
| B. Paronetto   | 11              | 1               |
| E. Peyer       | 10              | 2               |
| U. Silvestrini | 17              | 3               |
| Vianini        | 2               | 0               |
| A. Zambotto    | 3               | 0               |
| G. Zambotto    | 19              | 5               |